# Pycnowithius sambicus
Pycnowithius sambicus är en spindeldjursart som beskrevs av Beier 1979. Pycnowithius sambicus ingår i släktet Pycnowithius och familjen Withiidae. Inga underarter finns listade i Catalogue of Life.